# ファクンド・トーレス
ファクンド・ダニエル・トーレス・ペレス（Facundo Daniel Torres Pérez, 2000年4月13日 - ）は、ウルグアイ・モンテビデオ出身のサッカー選手。カンピオナート・ブラジレイロ・セリエA・SEパルメイラス所属。ウルグアイ代表。ポジションはFW。

## 経歴

### クラブ
2018年にCAペニャロールのトップチームに昇格するも、同年シーズンと2019年シーズンの公式戦出場はなく、2020年シーズンに正式にプロデビュー。同年8月16日のボストン・リーベル戦で、プロ2戦目で初ゴールを決め、試合も2-0で勝利。9月29日のコパ・リベルタドーレス2020グループリーグ戦のCSDコロコロ戦でもゴールを記録。プロ1年目の2020年シーズンは、国内リーグ戦は5ゴールを決めた。
2022年1月24日、オーランド・シティSCと4年契約を締結したことが発表された。
2024年12月20日、SEパルメイラスに移籍した。

### 代表
2017年にU-17代表のウルグアイ代表で南米U-17選手権に出場。2021年5月に2022 FIFAワールドカップ・南米予選に向けてのフル代表に初招集。6月5日のパラグアイ戦で、後半途中に交代で起用され、フル代表デビュー。8日のベネズエラ戦も交代出場するも、いずれも0-0で終わった。
2022年11月10日、カタールW杯に向けたメンバーの1人に選ばれた。

## 代表歴

### 出場大会
- ウルグアイ代表
  - 2022 FIFAワールドカップ

### 試合数
- 国際Aマッチ 19試合 1得点（2021年-）[7]

| ウルグアイ代表 | 国際Aマッチ | 国際Aマッチ |
| 年             | 出場        | 得点        |
| -------------- | ----------- | ----------- |
| 2021           | 10          | 0           |
| 2022           | 0           | 0           |
| 2023           | 5           | 1           |
| 2024           | 4           | 0           |
| 通算           | 19          | 1           |

## タイトル
ペニャロール
- ウルグアイ・プリメーラ・ディビシオン: 2021

オーランド・シティ
- USオープンカップ: 2022